# Roland H. Del Mar
Roland Haddaway Del Mar (* 11. Februar 1908 in Attica, Fountain County, Indiana; † 19. Januar 1982 in Washington, D.C.) war ein Generalmajor der United States Army. Er war unter anderem Kommandeur der 1. Panzerdivision.
Roland Del Mar wurde in Attica in Indiana geboren und wuchs in Winnetka in Illinois auf. Über das ROTC-Programm des College of Wooster gelangte er im Jahr 1931 in das Offizierskorps des US-Heeres. Dort wurde er als Leutnant der klassischen Kavallerie zugeteilt. In den folgenden 10 Jahren war er aber nicht aktiv im Militärdienst. Stattdessen gehörte er der Reserve der Streitkräfte an. Beruflich war er in den 1930er Jahren für die Firma International Harvester Co. in Ohio und Indiana tätig.
Im Zweiten Weltkrieg wurde Roland Del Mar zum aktiven Militärdienst einberufen und auf dem pazifischen Kriegsschauplatz eingesetzt. Nach dem Krieg verblieb er in der Armee und gehörte für einige Zeit den amerikanischen Besatzungstruppen in Japan an. Del Mar war später auch im Koreakrieg eingesetzt. Zu seinen späteren Stationierungen gehörten unter anderem Deutschland, Italien und Puerto Rico. Dabei absolvierte er den für Offiziere in den entsprechenden Rangstufen üblichen Dienst in verschiedenen Einheiten. Dazu gehörten auch Aufgaben als Stabsoffizier in verschiedenen Hauptquartieren.
Im August 1960 erhielt Roland Del Mar das Kommando über die 1. Panzerdivision, die damals in Fort Hood dem heutigen Fort Cavazos in Texas stationiert war. Die Division war damals eine Übungseinheit zur Ausbildung neuer Kadetten. Del Mar behielt dieses Kommando bis zum Mai 1961. Nach einer zwischenzeitlich anderen Verwendung als Stabsoffizier wurde er Abteilungsleiter (Director) beim Inter-American Defense College in Fort Leslie J. McNair in Washington. Im Jahr 1966 schied er aus dem aktiven Militärdienst aus.
Nach seiner Pensionierung lebte Del Mar in Washington, D.C. Dort engagierte er sich bei verschiedenen Stiftungen und Organisationen. Er war auch einer der Direktoren der Washington International Horse Show und Mitglied im Army & Navy Club. Der mit Elizabeth Catherine Adams (1907–1994) verheiratete Offizier starb am 19. Januar 1982 an den Folgen eines Herzinfarkts. Er wurde auf dem amerikanischen Nationalfriedhof Arlington beigesetzt.

## Orden und Auszeichnungen
Roland Del Mar erhielt im Lauf seiner militärischen Laufbahn unter anderem die Army Distinguished Service Medal, den Orden Legion of Merit und die Bronze Star Medal verliehen.